# Skye terrier
Lo Skye terrier è una varietà di terrier dalla corporatura lunga e bassa ed è considerato una delle più antiche razze scozzesi. Un tempo noto anche come "Terrier of the Western Isles" è ora, secondo il Kennel Club, una delle più rare razze canine autoctone del Regno Unito.

## Aspetto

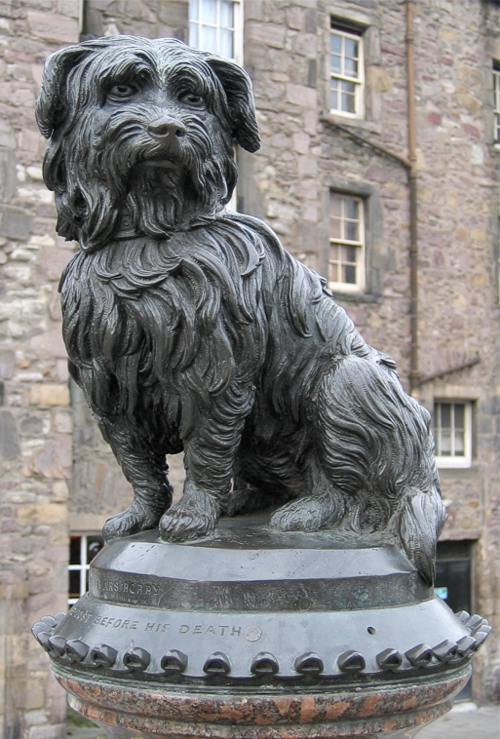
Statua eretta in onore di Greyfriars Bobby ad Edimburgo

Lo Skye Terrier ha un sottopelo morbido e duro, finitura dritta. Il pelo più corto della testa vela la fronte e gli occhi, formando una barba moderata. Le orecchie sono generalmente ben piumate.
Le colorazioni sono fulvo, blu, grigio chiaro o scuro, biondo, nero con punti neri (orecchie e il muso). Essi possono avere qualsiasi colore, consentendo una certa ombreggiatura dello stesso colore sul corpo e sul sottopelo leggero, purché il naso e le orecchie siano neri. Non vi è generalmente nessuna ulteriore patterning sul corpo, ma una piccola macchia bianca sul petto è relativamente comune.
Le orecchie sono a portata alta sul cranio inclinato leggermente verso l'esterno.

## Galleria d'immagini

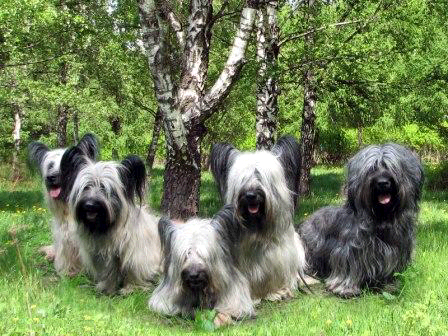
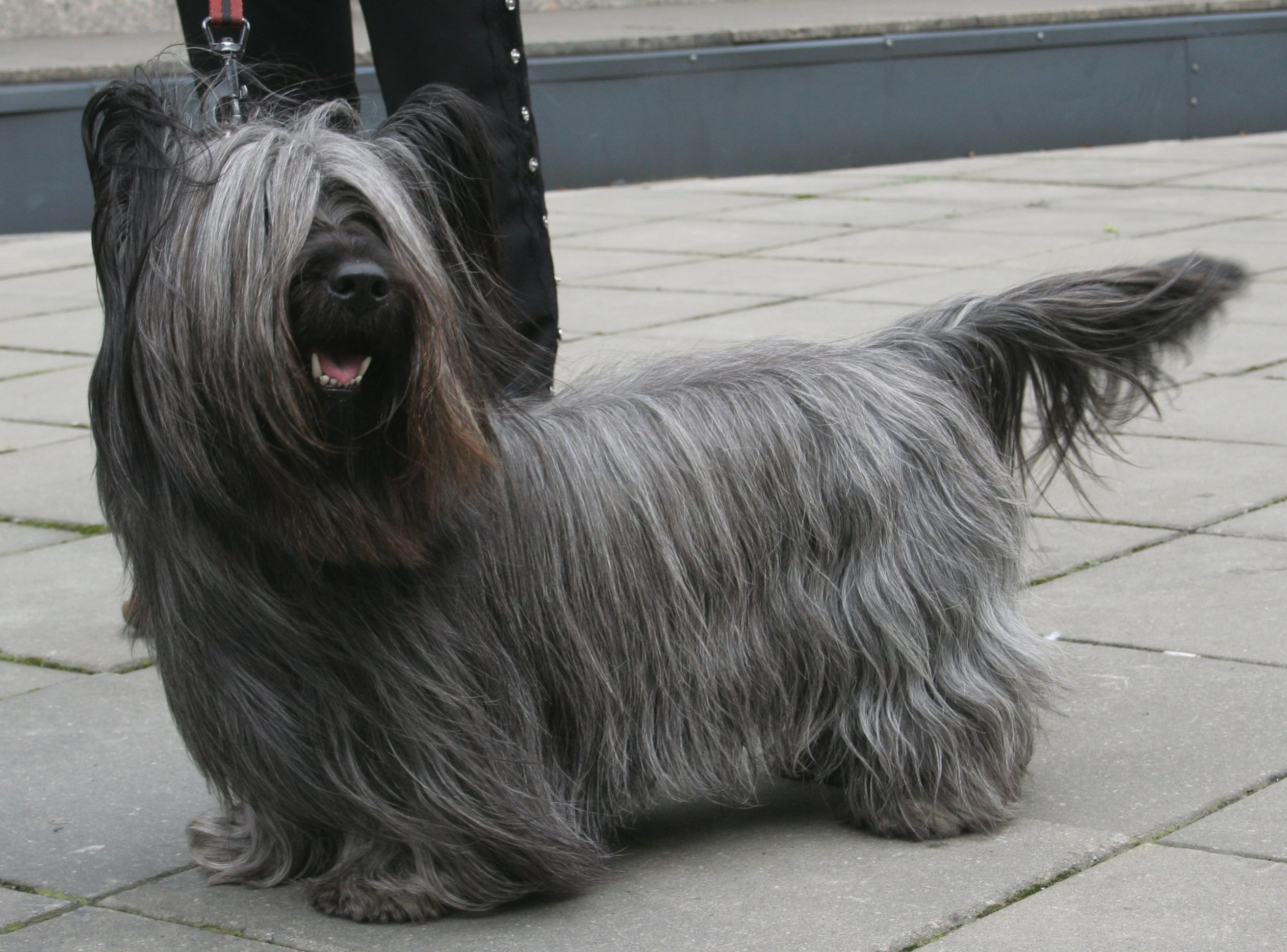
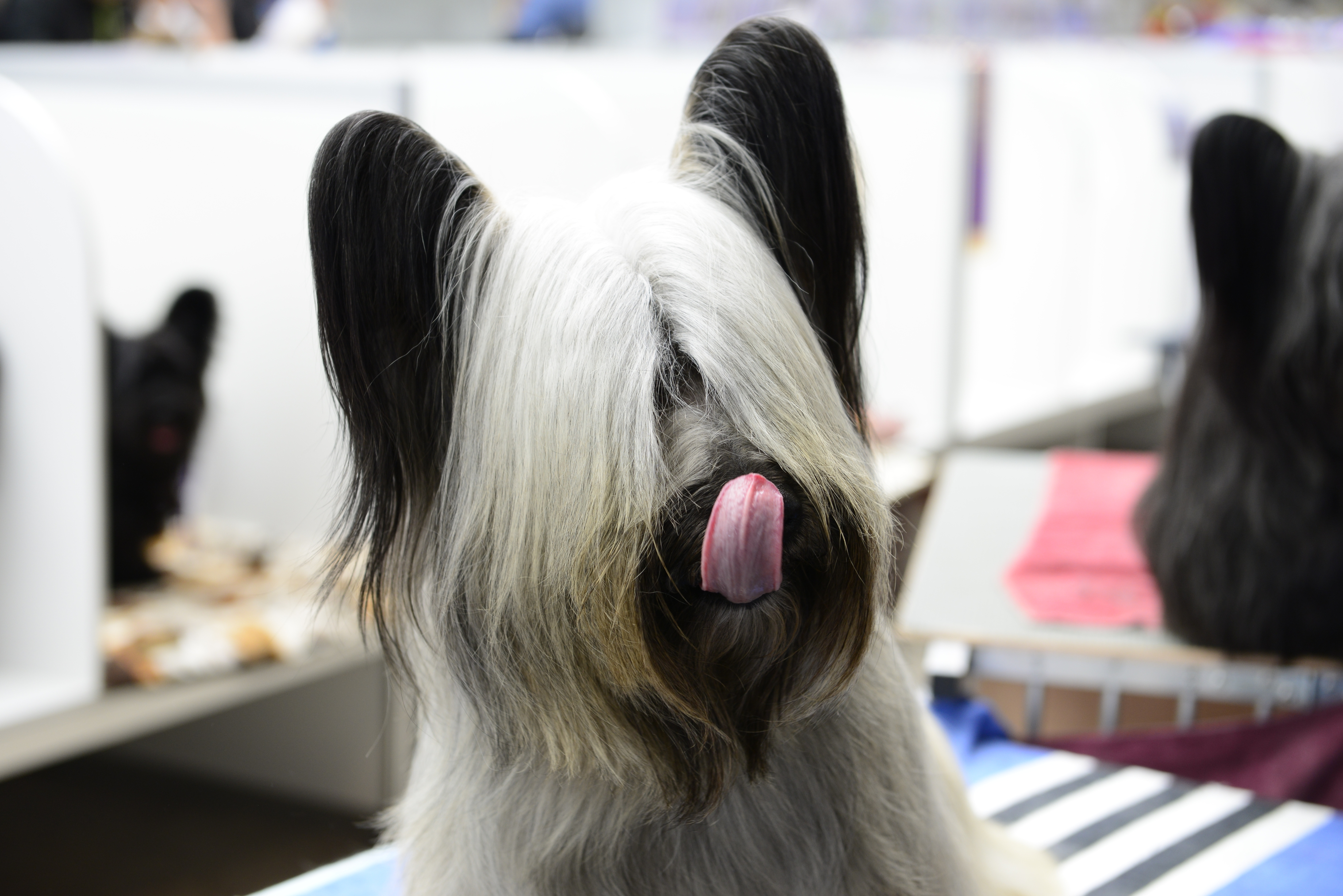